# Kalat al-Madik (poddystrykt)
Kalat al-Madik – jedna z 5 jednostek administracyjnych trzeciego rzędu (nahijja) dystryktu As-Sukajlabijja w muhafazie Hama w Syrii.
W 2004 roku poddystrykt zamieszkiwało 85 597 osób.